# Michał Twerski
Michał III Jarosławicz, ros. Михаил I Ярославич (ur. 1271, zm. 22 listopada 1318) – książę twerski w latach 1285–1318 i wielki książę włodzimierski w latach 1304–1318. Święty Cerkwi prawosławnej.
Michał Twerski był drugim synem Jarosława III Twerskiego.
W 1294 r. ożenił się z księżniczką Anną Rostowską, córką księcia Dymitra Rostowskiego, późniejszą świętą kościoła prawosławnego. Mieli pięcioro dzieci:
1. książę Dymitr Twerski (1299-1326)
2. książę Aleksander twerski (1301-1339)
3. książę Konstantyn Twerski (1306-1346)
4. książę Wasyl Kaszyński (zm. po 1368)
5. Teodora

Relikwie świętego Michała zostały przewiezione do Moskwy na Kreml, a po roku do Tweru. Tam złożono je w zbudowanej przez niego cerkwi Przemienienia Pańskiego. W 1634 r. stwierdzono, iż ciało księcia nie uległo rozkładowi i umieszczono w otwartym grobowcu. Kanonizowany równolegle z Anną Kaszyńską przez Rosyjską Cerkiew Prawosławną w 1677 oraz został świętym patronem Tweru.
Postaci Michała Twerskiego poświęcony jest fragment dramatyczny Juliusza Słowackiego Książę Michał Twerski. Z dziejów Wielkiego Nowogrodu.